# Wuhlheide

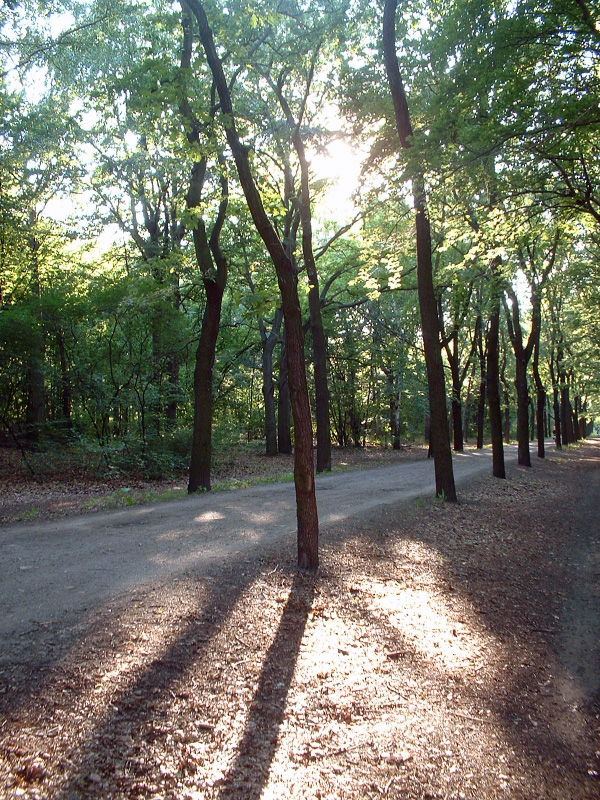
Huvudvägen genom Wuhlheide.

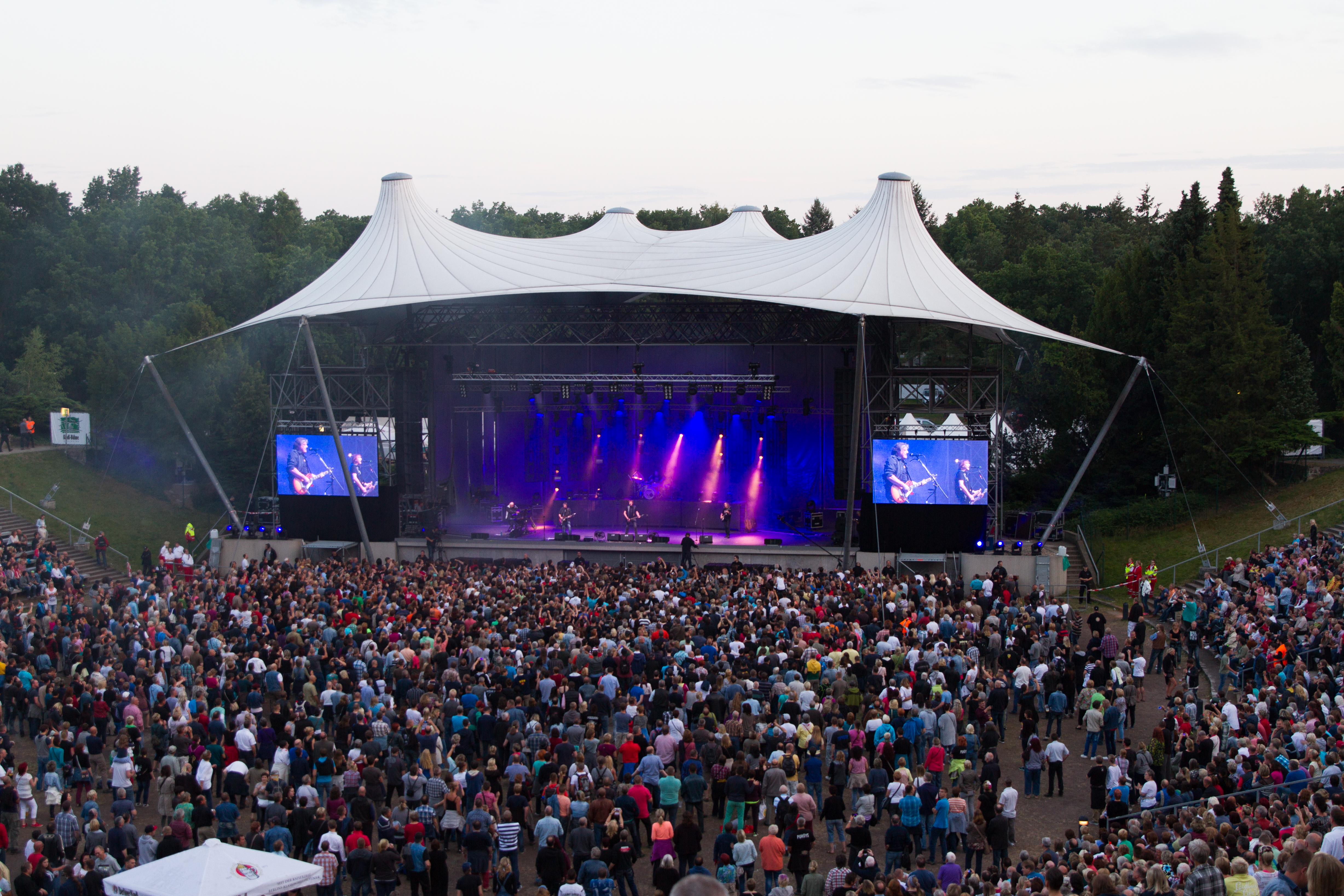
Utomhuskonsert på Kindl-Bühne.

Wuhlheide är ett skogsområde i östra Berlin, beläget i stadsdelen Oberschöneweide i stadsdelsområdet Treptow-Köpenick.  Skogsområdet består idag av en omkring 370 hektar stor lövskog. Det har sitt namn efter ån Wuhle, som här rinner söderut mot Spree. 
I Wuhlheide finns bland annat den tidigare parken Volkspark Wuhlheide, fritidscentrumet FEZ, en smalspårig järnväg, en miniatyrpark, företagsområdet Innovationspark Wuhlheide och skogskyrkogården Waldfriedhof Oberschöneweide, samt en stor utomhusscen för sommarkonserter, Kindl-Bühne.